# ジョージ・シャーフ
サー・ジョージ・シャーフ（Sir George Scharf KCB、1820年12月16日 - 1895年4月19日）は、イングランドの美術評論家、イラストレーター、ナショナル・ポートレート・ギャラリー館長。

## 経歴

### 生い立ち
シャーフは、ロンドンのセント・マーティンズ・レーン3番地 (3 St Martin's Lane) に生まれた。父は、バイエルン出身の細密画家であったジョージ・ジョハン・シャーフであり、叔父には俳優でイラストレーターでもあったヘンリー・シャーフがいた。ユニヴァーシティ・カレッジ・スクールで教育を受け、父の下で学び、ロイヤル・ソサエティ・オブ・アーツからメダルを受賞して、1838年にロイヤル・アカデミー・オブ・アーツの美術学校に入学した。

### 旅行
1840年、チャールズ・フェローズの2回目の小アジアへの旅に同行するよう誘われたシャーフは、その途上でイタリアにしばらく滞在した。3年後、シャーフは製図者として再び小アジアを訪れた。リュキア、カリア、リュディアの各地で風景や遺物の素描を多数制作し、それらは後に大英博物館に収蔵された。これら素描作品の一部は、フェローズによる文章を添えて、1847年に出版された。

### 画家として
イングランドに戻ったシャーフは、ミュラやクサントスの墓を描いた油彩画を、1845年と1846年にロイヤル・アカデミー・オブ・アーツに出品した。シャーフは、美術や骨董に関する様々な本にイラストレーションを提供し、特にマコーリーの『古代ローマの歌 (Lays of Ancient Rome)』（1847年）、ミルマンの『ホラティウス (Horace)』（1849年）、クグラーの『Handbook of Italian Painting』（1851年）や、スミス博士の古典学辞書類などが有名になった。
シャーフは、広く講演や教育にも取り組み、水晶宮におけるギリシア、ローマ、ポンペイの中庭 (courts) の構成にも関わった。1857年には、マンチェスター美術名宝博覧会 (Art Treasures Exhibition, Manchester 1857) の美術部門の責任者も務め、同年には新設されたナショナル・ポートレート・ギャラリーの書記兼監督に任じられた。その後の彼の人生は、このギャラリーのために捧げられた。
シャーフは、歴史的な肖像画に関するあらゆる事柄の知識において、誰にも引けをとらなず、この方面で多数の学術的論文を執筆していた。1885年、ギャラリーへの貢献を認められたシャーフは、バス勲章コンパニオン (CB) を与えられ、1895年はじめに辞任した際にはナイト・コマンダー (KCB) に昇格し、さらにギャラリーの信託理事 (trustee) に任じられた。シャーフは、長く患った後、1895年4月にロンドンで死去した。

## 油彩画とイラストレーション
- Sir George Scharf (1820-1895), Artist and art historian; first Director of the National Portrait Gallery - ナショナル・ポートレート・ギャラリー：シャーフによる作品、シャーフを描いた作品の検索結果

## ギャラリー

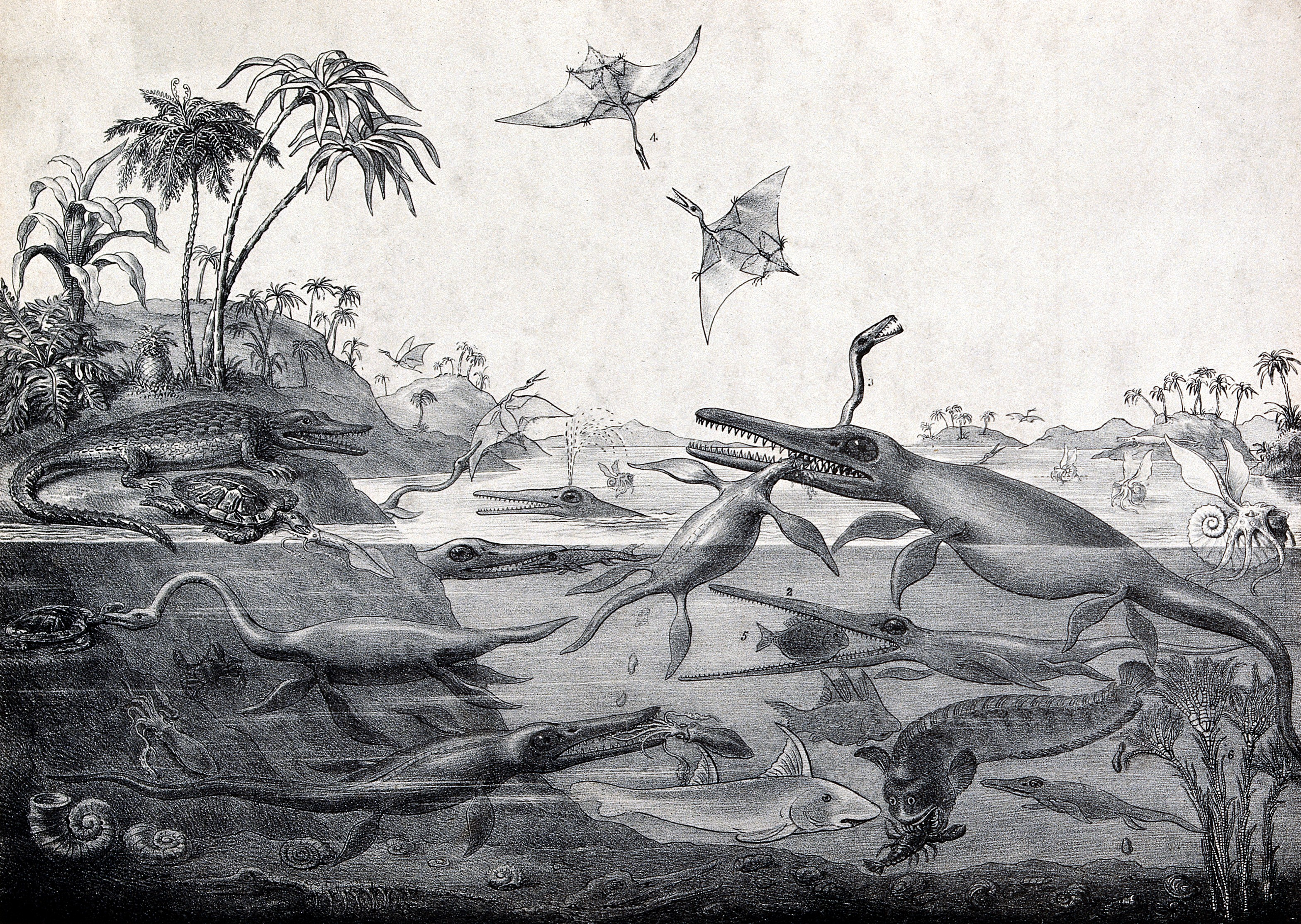
先史時代の湖の古生物のイラスト
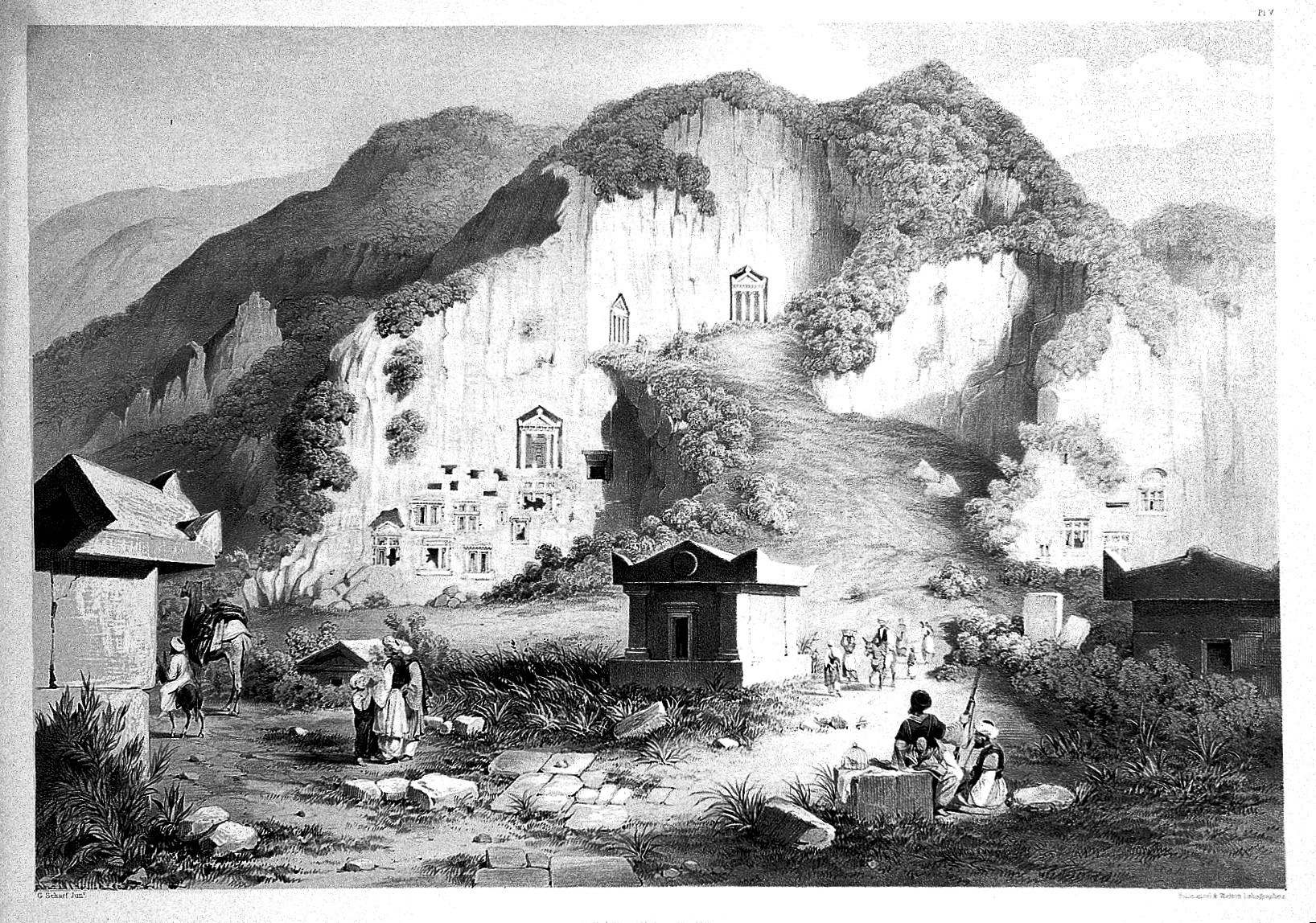
リュキアのTelmessus
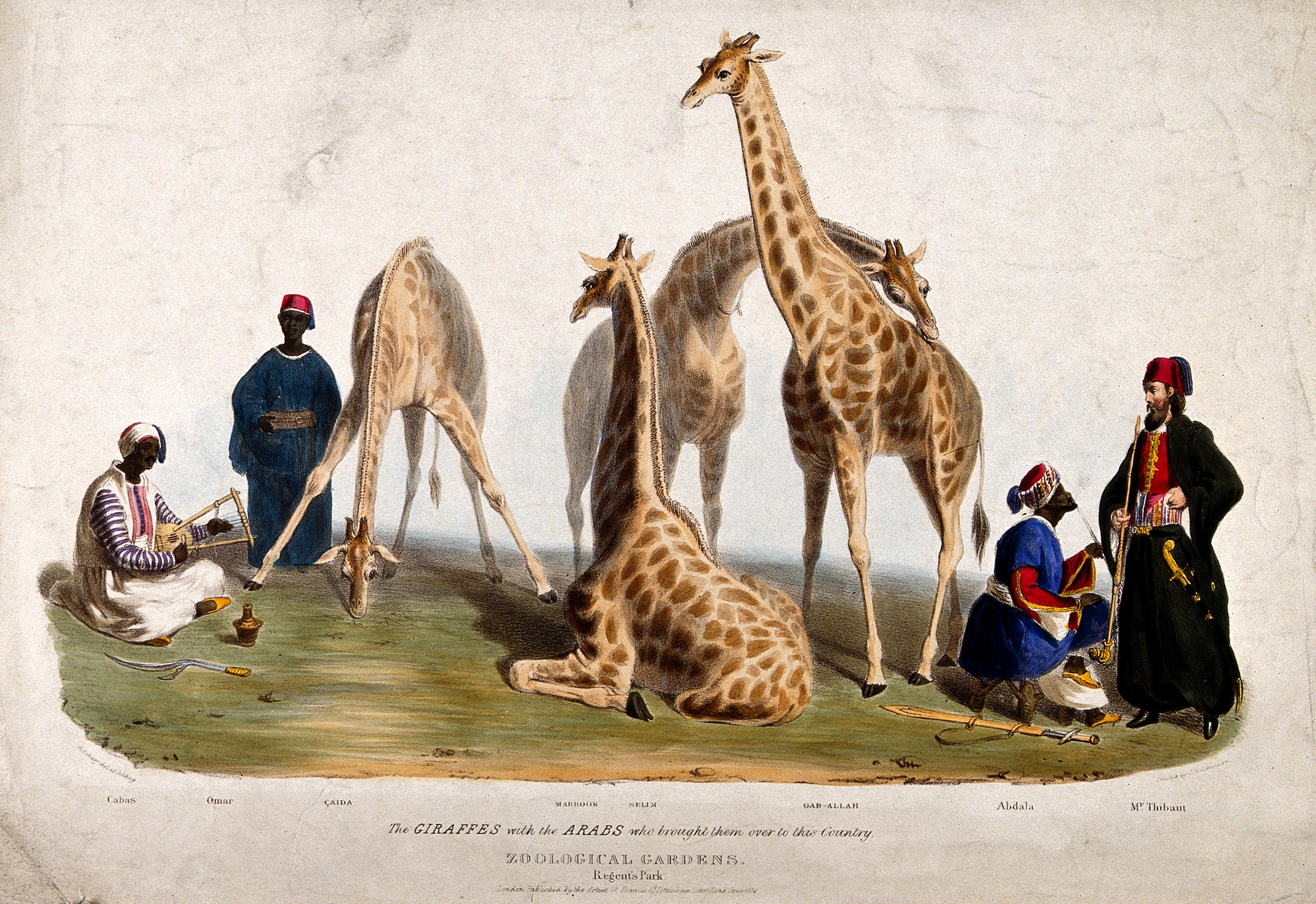
動物学会誌のイラスト

## ジョージ・シャーフの肖像
ナショナル・ポートレート・ギャラリー所蔵作品から
- Sir George Scharf - ナダール撮影の肖像写真、1867年
- Sir George Scharf by Sir George Scharf - 水彩画による自画像、1870年代後半?